# میرانی، سند
می‌رانی (به انگلیسی: Mirani) یک منطقهٔ مسکونی در پاکستان است که در ایالت سند واقع شده‌است. می‌رانی ۳۸ متر بالاتر از سطح دریا واقع شده‌است.